# Angelita Detudamo
Angelita Detudamo (31. listopada 1986.) nauruanska je tenisačica, članica oceanijske Fed Cup reprezentacije. Tenisom se profesionalno počela baviti 2004. godine. Detudamo nikada nije sudjelovala na ITF i WTA natjecanjima. Kao juniorka je sudjelovala na raznim teniskim natjecanjima, ali nikad nije bila uspješnija od drugog kola. Za svoju Fed Cup reprezentaciju zaigrala je tri puta, i to u parovima, zabilježivši poraz od Kazahstana te pobjedu nad Sirijom i Turkmenistanom.

## Vanjske poveznice
- Fed Cup Profile  Arhivirana inačica izvorne stranice od 11. listopada 2012. (Wayback Machine)